# Fiordo de Linnhe

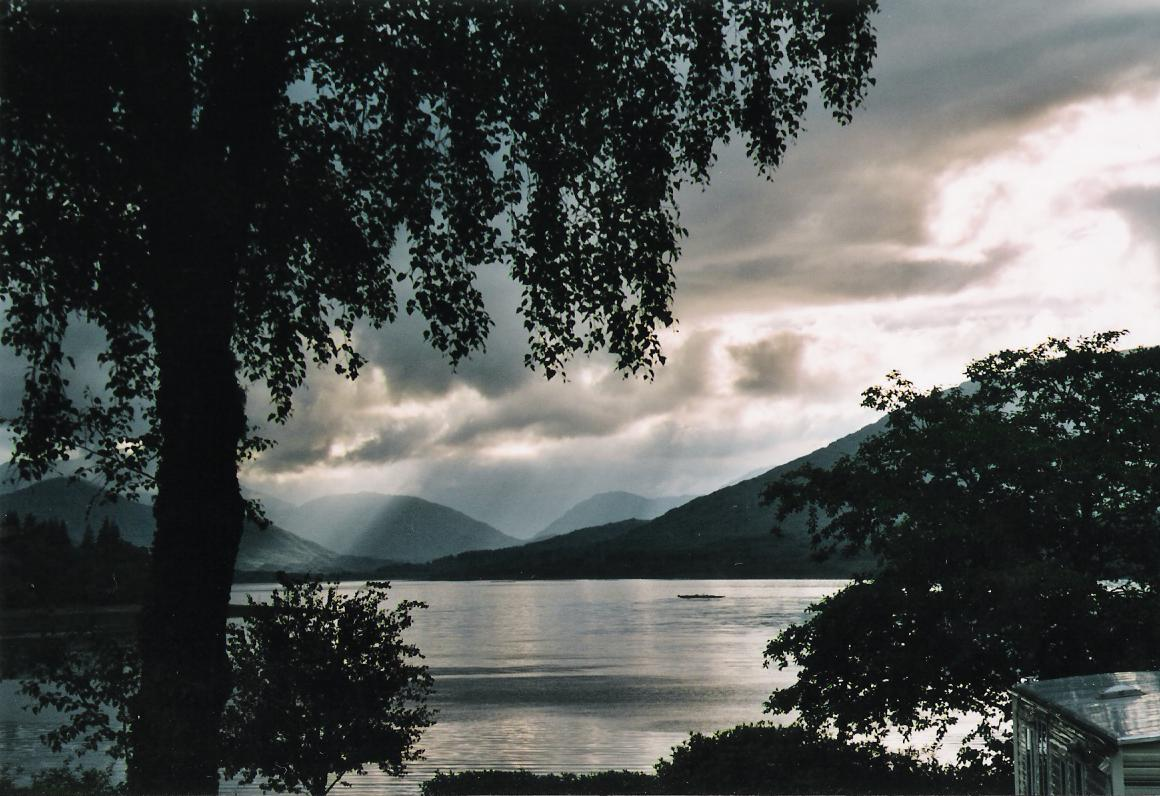
Estuario de Linnhe.

El fiordo de Linnhe es conocido en escocés loch Linnhe y en gaélico escocés como An Linne Dhubh corriente arriba de Corran y como An Linne Sheileach corriente abajo de Corran). En realidad es un estuario o fiordo y no un lago como tal, en la costa occidental de Escocia (Reino Unido).
El fiordo de Linnhe tiene 15 kilómetros de longitud, y una anchura media de 2 km. Se abre al estuario de Lorne en su extremo suroccidental, junto al lago Leven. La rama del estuario que queda al sureste de la isla de Lismore es conocido como el Lynn of Lorne. El lago Eil vierte aguas en el fiordo de Linnhe en el punto más septentrional de este último, mientras que lago Creran alimenta el Lynn of Lorne desde el Este. La ciudad de Fort William queda en el extremo noreste del fiordo, en la boca del río Lochy.
Según el bardo P. Allan MacDonald, figura importante de la literatura gaélica escocesa, en el folclore local escocés se decía que Loch Linnhe era el hogar de un each-uisge, o «caballo de agua», en cuyo lomo cabían todos los niños que desearan montarlo. Pero cuando lo hacían, el caballo de agua galopaba hacia el lago más cercano para ahogarse y comerse a los niños que llevaba a lomos. El padre Allan MacDonald recordaría más tarde que, durante su infancia en el cercano Fort William, «Muchos eran los caballos a los que no me subía de niño por miedo a que fuera el cada-uisge».